# نیدرکونرسدورف
نیدرکونرسدورف (به آلمانی: Niedercunnersdorf) یک منطقهٔ مسکونی در آلمان است که در کوتمار واقع شده‌است. نیدرکونرسدورف ۱٬۵۷۶ نفر جمعیت دارد.